# Agence de la santé et des services sociaux
Une agence de la santé et des services sociaux (ASSS), connue sous le nom agence de développement de réseaux locaux de services de santé et de services sociaux (ADRLSSS) de 2004 à 2005, était au Québec, un organisme public chargé par le ministère de la Santé et des Services sociaux d'organiser des services de santé et des services sociaux intégrées sur un territoire donné. 
Les ADRLSSS ont remplacé le 30 janvier 2004 les Régies régionales de la santé et des services sociaux (RRSSS), et sont converties en ASSS le 1er janvier 2006.
Les ASSS ont été remplacées par les Centre intégré de santé et de services sociaux (CISSS) le 1er avril 2015 lorsque la Loi modifiant l’organisation et la gouvernance du réseau de la santé et des services sociaux notamment par l’abolition des agences régionales est entrée en vigueur.

## Mandat
Il est confié aux ADRLSSS le mandat de proposer un modèle d'organisation à travers des réseaux locaux de services (RLS) offrant les services de santé et les services sociaux sur un territoire donné, et géré par un conseil d'administration unique. 
La proposition de modèle, qui doit être déposée dans un délai fixé par le ministère de la Santé et des Services sociaux (MSSS), doit ensuite être avalisée par le MSSS. Si approuvée la proposition fait l'objet d'un décret publié à la Gazette officielle du Québec. C'est par exemple le cas le 23 juin 2004 pour l'ADRLSSS de Montréal qui instaure 12 réseaux locaux de services constitués en 12 Centres de santé et de services sociaux (CSSS) en remplacement de 50 établissements différents,.

## Historique
Les RRSSS sont créées lors de la réforme de 1991, mais le Parti libéral du Québec envisage leur suppression dès 1997. 

### ADRLSSS (2004–2005)
En 2003 le Parti libéral mené par Jean Charest remporte un gouvernement majoritaire et Philippe Couillard est nommé ministre de la Santé et des Services sociaux. Le 11 novembre 2003 il dépose à l'Assemblée nationale le projet de loi 25 qui prévoit le remplacement des RRSSS par les ADRLSSS,.
Les pouvoirs des ADRLSSS sont jugés similaires à ceux des RRSSS, mais la fusion des conseils d'administration des hôpitaux, CLSC et CHSLD devait aboutir à une meilleure intégration des services. Les CLSC et les infirmières (notamment la Fédération des infirmières et infirmiers du Québec) contestent la réforme, craignant une mainmise des hôpitaux sur les ADRLSSS tandis que la Fédération des médecins spécialistes y voit une « opération cosmétique » sans réel changement concret,.
Après plusieurs semaines d'étude, le bâillon est imposé le 15 décembre 2003 sur 8 projets de loi dont le projet de loi 25,. Le projet est adopté par 64 voix contre 41 dans la nuit du 17 décembre.
| Parti | Parti               | Pour | Contre | Abstention | Absent |
| ----- | ------------------- | ---- | ------ | ---------- | ------ |
|       | Parti libéral       | 64   | 0      | 0          | 12     |
|       | Parti québécois     | 0    | 38     | 0          | 7      |
|       | Action démocratique | 0    | 3      | 0          | 1      |
| Total | Total               | 64   | 41     | 0          | 20     |

### ASSS (2006–2015)
Les ADRLSSS deviennent des Agences de la santé et des services sociaux (ASSS) le 1er janvier 2006 lorsque le projet de loi 83, voté le 30 novembre 2005, entre en vigueur. Contrairement au projet de loi 25 de 2003 (qui avait institué les ADRLSSS à travers une loi ad hoc, sans modifier d'autres lois existantes), le projet de loi 83 amende la partie III de la Loi sur les services de santé et les services sociaux en y retirant les mentions des régies régionales issues de la version originale de la loi datant de 1991 et abroge la loi de 2003.
Yves Bolduc, ministre de la Santé et des Services sociaux de 2008 à 2012, envisageait l'abolition des agences régionales comme mesure de réduction des dépenses administratives du réseau de la santé. La mesure est abandonnée en décembre 2010.
Pauline Marois, alors cheffe du Parti québécois, se prononce également pour l'abolition des agences régionales mais est désavouée en 2010 par les militants du Parti québécois qui rejettent cette option. En 2012, la Coalition avenir Québec se prononce également en faveur de l'abolition des agences tandis que Réjean Hébert, nommé ministre de la Santé dans le gouvernement de Pauline Marois, se prononce pour leur maintien accompagné d'une réduction de leur nombre.
Quelques mois après les élections générales de 2014 remportées par le Parti libéral, Gaétan Barrette dépose le projet de loi 10 réformant la gouvernance du réseau de la santé et abolissant les 18 agences régionales en activité (ainsi que les 128 CSSS), les remplaçant par 28 CISSS et CIUSSS.
| Parti | Parti            | Pour | Contre | Abstention | Absent |
| ----- | ---------------- | ---- | ------ | ---------- | ------ |
|       | Parti libéral    | 62   | 0      | 0          | 8      |
|       | Parti québécois  | 0    | 26     | 0          | 3      |
|       | Coalition avenir | 0    | 21     | 0          | 1      |
|       | Québec solidaire | 0    | 3      | 0          | 0      |
| Total | Total            | 62   | 50     | 0          | 12     |

### Identité visuelle (logotype)

Logo des ADRLSSS de 2004 à 2005.
Logo des agences de la santé et des services sociaux de 2006 à 2015.

### Textes officiels
- Loi sur les agences de développement de réseaux locaux de services de santé et de services sociaux, LQ 2003, c. 21  (lire en ligne, consulté le 26 janvier 2024)
- Loi modifiant la Loi sur les services de santé et d'autres dispositions législatives, LQ 2005, c. 32, art. 316 et 340  (lire en ligne, consulté le 27 janvier 2024)